# Ippei Kojima
Ippei Kojima (jap. 小島 一平, Kojima Ippei; * 1944 in der Präfektur Kyōto) ist ein ehemaliger Badmintonspieler aus Japan.

## Karriere
Kojima ist einer der bedeutendsten japanischen Badmintonspieler der 1960er und 1970er Jahre. Von 1967 bis 1976 spielte er für sein Land im Thomas Cup.
Aus dem Jahr 1966 datiert sein erster Gewinn einer nationalen Meisterschaft. Acht weitere Einzeltitel und drei Doppeltitel mit Masao Akiyama folgten bis 1975. International gewann er als bisher einziger Japaner in der Saison 1969/1970 die Denmark Open im Einzel. Bei den All England 1970 wurde er Dritter. Zwei Bronzemedaillen erkämpfte er im gleichen Jahr im Herreneinzel und im Mixed mit Etsuko Takenaka bei den Asienspielen im Badminton. Bei Olympia 1972, wo Badminton als Demonstrationssportart ausgetragen wurde, schied er im Doppel mit Suresh Goel in der 1. Runde aus.

## Erfolge
| Saison | Veranstaltung                            | Disziplin    | Platz | Name                           |
| ------ | ---------------------------------------- | ------------ | ----- | ------------------------------ |
| 1966   | Japan: Einzelmeisterschaften             | Herreneinzel | 1     | Ippei Kojima                   |
| 1967   | Japan: Einzelmeisterschaften             | Herreneinzel | 1     | Ippei Kojima                   |
| 1967   | Japan: Einzelmeisterschaften             | Herrendoppel | 1     | Ippei Kojima / Masao Akiyama   |
| 1968   | Dänemark: Internationale Meisterschaften | Herrendoppel | 1     | Ippei Kojima / Issei Nichino   |
| 1968   | Japan: Einzelmeisterschaften             | Herreneinzel | 1     | Ippei Kojima                   |
| 1968   | Japan: Einzelmeisterschaften             | Herrendoppel | 1     | Ippei Kojima / Masao Akiyama   |
| 1969   | Dänemark: Internationale Meisterschaften | Herrendoppel | 1     | Ippei Kojima / Bjarne Andersen |
| 1969   | All England                              | Herrendoppel | 3     | Elo Hansen / Ippei Kojima      |
| 1969   | Japan: Einzelmeisterschaften             | Herreneinzel | 1     | Ippei Kojima                   |
| 1969   | Japan: Einzelmeisterschaften             | Herrendoppel | 1     | Ippei Kojima / Masao Akiyama   |
| 1970   | Dänemark: Internationale Meisterschaften | Herreneinzel | 1     | Ippei Kojima                   |
| 1970   | Asienspiele                              | Herreneinzel | 3     | Ippei Kojima                   |
| 1970   | Asienspiele                              | Mixed        | 3     | Ippei Kojima / Etsuko Takenaka |
| 1970   | Kanada: Internationale Meisterschaften   | Mixed        | 1     | Ippei Kojima / Susan Whetnall  |
| 1970   | Kanada: Internationale Meisterschaften   | Herreneinzel | 1     | Ippei Kojima                   |
| 1970   | All England                              | Herreneinzel | 3     | Ippei Kojima                   |
| 1970   | US Open                                  | Herreneinzel | 2     | Ippei Kojima                   |
| 1970   | US Open                                  | Herrendoppel | 1     | Junji Honma / Ippei Kojima     |
| 1970   | Japan: Einzelmeisterschaften             | Herreneinzel | 1     | Ippei Kojima                   |
| 1971   | Danemark: Internationale Meisterschaften | Herreneinzel | 2     | Ippei Kojima                   |
| 1972   | Danemark: Internationale Meisterschaften | Herreneinzel | 2     | Ippei Kojima                   |
| 1972   | Japan: Einzelmeisterschaften             | Herreneinzel | 1     | Ippei Kojima                   |
| 1972   | Japan: Einzelmeisterschaften             | Herrendoppel | 1     | Ippei Kojima / Masao Akiyama   |
| 1973   | Japan: Einzelmeisterschaften             | Herreneinzel | 1     | Ippei Kojima                   |
| 1975   | Japan: Einzelmeisterschaften             | Herreneinzel | 1     | Ippei Kojima                   |